# Проблема плоскостности
Проблема плоскостности — это космологическая проблема, связанная с вопросом, почему наблюдаемая Вселенная кажется практически плоской (в смысле евклидовой геометрии), несмотря на то, что в рамках стандартной модели Большого взрыва плоскость Вселенной должна быть очень нестабильной. Эта проблема является одним из ключевых вызовов, с которым столкнулась классическая теория Большого взрыва, и стала одним из аргументов в пользу инфляционной модели Вселенной.

### Суть проблемы
Общая теория относительности предсказывает, что форма пространства зависит от плотности материи и энергии во Вселенной. В зависимости от этой плотности Вселенная может быть:
- Положительно изогнутой (если плотность больше критической, аналогично сфере),
- Отрицательно изогнутой (если плотность меньше критической, как гиперболическая поверхность),
- Плоской (если плотность равна критической, как в евклидовой геометрии).

Современные наблюдения, особенно данные реликтового излучения, показывают, что Вселенная почти плоская, с отклонениями, если они существуют, не более чем на 0,4 %. Однако, если Вселенная была немного не плоской в ранние времена, со временем её кривизна должна была увеличиваться. Если Вселенная не была строго плоской с самого начала, её кривизна должна была стать заметной сегодня.

### Проблема нестабильности плоскостности
Без инфляции плоскостность Вселенной выглядит крайне неустойчивой. Даже небольшие отклонения от критической плотности в первые моменты после Большого взрыва должны были привести к значительному увеличению кривизны со временем. Однако, по данным наблюдений, этого не произошло. Вопрос, почему текущие измерения показывают почти идеальную плоскость, стал известен как «проблема плоскостности».

### Решение проблемы
Наиболее распространённое решение проблемы плоскостности — это инфляционная теория Вселенной, предложенная Аланом Гутом в 1981 году. Инфляция — это гипотетический период экспоненциального расширения Вселенной, который произошёл в первые доли секунды после Большого взрыва. Этот процесс разгладил пространство, уменьшая кривизну Вселенной до очень малых значений, практически сделав её плоской.
Инфляционная модель предполагает, что даже если Вселенная начиналась с кривизной, инфляция быстро сделала её настолько близкой к плоской, что сегодня мы не можем наблюдать заметных отклонений.

### Наблюдательные данные
Современные наблюдения, в том числе данные от миссий WMAP и Planck, предоставили высокоточные измерения космического микроволнового фонового излучения. Эти данные подтверждают, что наблюдаемая Вселенная очень близка к плоской. Инфляционная теория объясняет не только это, но и другие проблемы классической космологии, такие как проблема горизонта и проблема монополя.

### Альтернативные теории
Хотя инфляция является доминирующим решением проблемы плоскостности, существуют и альтернативные теории. Среди них:
- Теории с переменной плотностью энергии во Вселенной, которые позволяют избежать необходимости инфляции.
- Модели циклической Вселенной, согласно которым Вселенная проходит через периоды расширения и сжатия, при этом плоскостность достигается в каждом цикле.

### Связь с другими космологическими проблемами
Проблема плоскостности тесно связана с другими космологическими вопросами, такими как проблема горизонта и проблема монополя. Все они представляют собой вызовы для классической модели Большого взрыва и стимулировали развитие инфляционных моделей.